# Kellia (Zypern)
Kellia (griechisch Κελλιά, türkisch Yıldırım) ist ein Ort im Bezirk Larnaka in Zypern. Bei der letzten amtlichen Volkszählung im Jahr 2021 hatte der Ort 397 Einwohner.
Von 1959 bis nach der türkischen Besetzung Nordzyperns 1975 war der Ort hauptsächlich von Zyperntürken bewohnt. Diese mussten Kellia nach der Besetzung verlassen und in den Norden ziehen. Ab 1976 ließen sich im Dorf griechisch-zyprische Flüchtlinge nieder.

## Lage

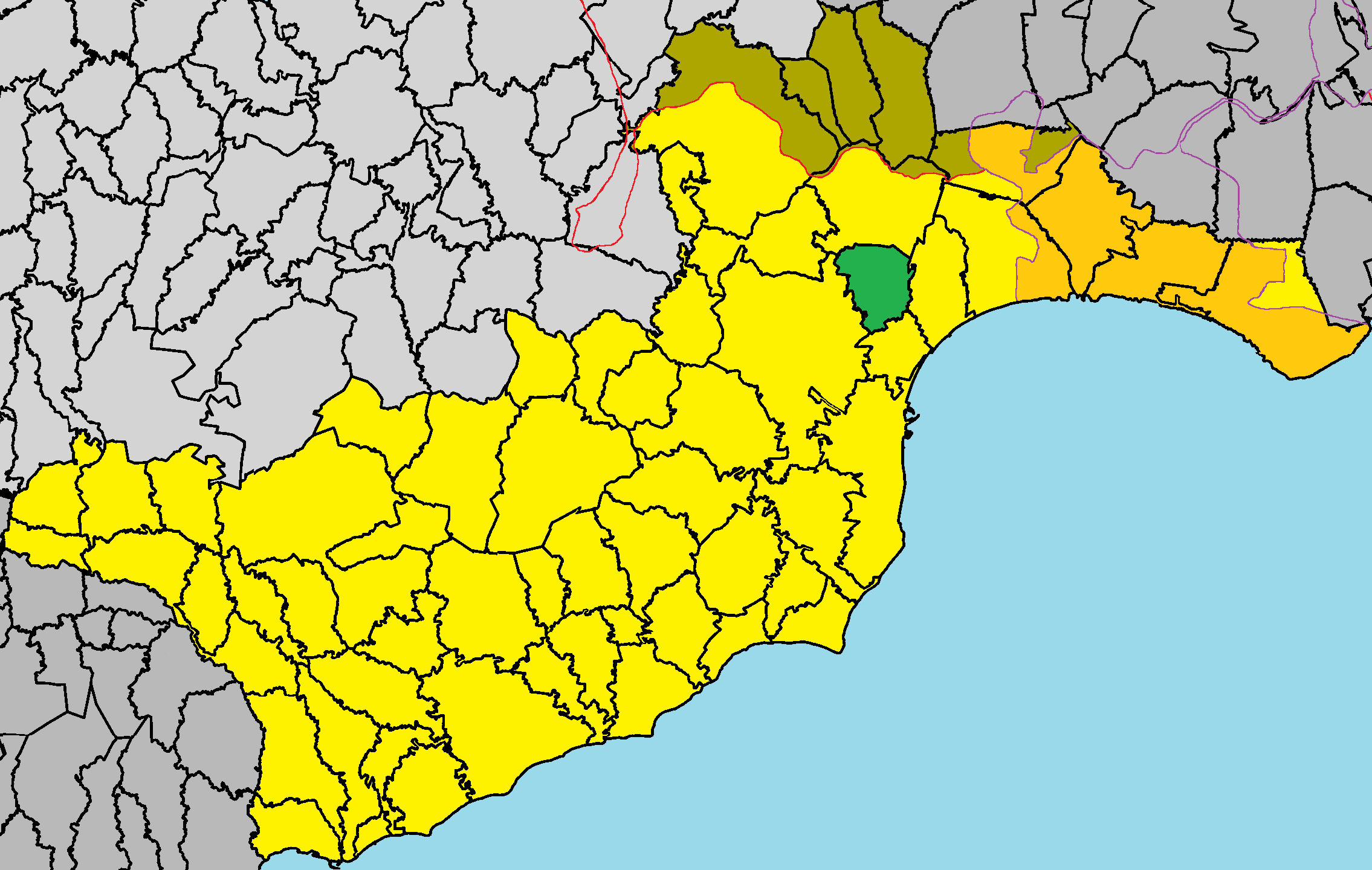
Lage der Gemeinde im Bezirk Larnaka

Kellia liegt im Südosten der Insel Zypern auf 39 Metern Höhe, etwa 31 km südöstlich der Hauptstadt Nikosia, 5 km nördlich von Larnaka und 60 km nordöstlich von Limassol.
Der Ort liegt etwa 3,5 km vom Mittelmeer entfernt im Küstenhinterland der Bucht von Larnaka. Nördlich beginnt die Pufferzone zur Türkischen Republik Nordzypern und einige Kilometer im Osten liegt die britische Militärbasis Dhekelia. Südlich schließt sich die Stadt Larnaka an. An der Südseite des Dorfs verläuft die Autobahn 3 vom Flughafen Larnaka nach Agia Napa im Osten.
Orte in der Umgebung sind Troulloi im Norden, Oroklini im Osten, Livadia und Larnaka im Süden, Aradippou im Südwesten sowie Avdellero im Nordwesten.